# Copa de Portugal 1942-43
La copa de Portugal 1942-43 fue la quinta temporada de la copa de Portugal, torneo nacional organizado por la Federación Portuguesa de Fútbol (FPF). En esta edición participaron 16 clubes clubes de primera y segunda división.
La final se jugó el 20 de junio de 1943 entre Sport Lisboa e Benfica y Vitória de Setúbal. El campeón del certamen fue el Benfica después de haber ganado 5-1 con goles de Pipi, Manuel da Costa, Julinho y Armindo, en el estadio das Salésias, Lisboa. Fue el segundo título de Benfica.

## Equipos clasificados
Todos los equipos:
| - Académica de Coimbra - Clube de Futebol OsBelenenses - Sport Lisboa e Benfica - Unidos Futebol Clube - Leixões Sport Clube - Sporting Clube Olhanense - Futebol Clube do Porto - Sporting Clube de Portugal | - Clube de Futebol Os Unidos - Vitória Sport Clube - Futebol Clube Barreirense - Sporting Clube de'Braga - Leça Futebol Clube - Sport Clube Sanjoanense - Lusitano Futebol Clube - Vitória Futebol Clube |

## Rondas eliminatorias

### Primera ronda
| 30 de mayo de 1943    | Unidos do Barreiro | 7-1  | Lusitano VRSA        |
| 30 de mayo de 1943    | Os Unidos          | 4-0  | SC Braga             |
| 30 de mayo de 1943    | Vitória Setúbal    | 2-1  | Leixões SC           |
| 30 de mayo de 1943    | Sporting CP        | 4-1  | SC Olhanense         |
| 30 de mayo de 1943    | FC Porto           | 15-1 | SC Sanjoanense       |
| 30 de mayo de 1943    | SL Benfica         | 7-1  | Vitória Guimarães    |
| 30 de mayo de 1943    | FC Barreirense     | 4-2  | Leça FC              |
| 30 de mayo de 1943    | Belenenses         | 5-0  | Académica de Coimbra |
| Estadísticas finales. |                    |      |                      |

### Cuartos de final
| 6 de junio de 1943    | Vitória Setúbal | 2-0 | FC Barreirense     |
| 6 de junio de 1943    | Sporting CP     | 1-0 | Belenenses         |
| 6 de junio de 1943    | FC Porto        | 2-0 | Unidos do Barreiro |
| 6 de junio de 1943    | SL Benfica      | 5-2 | Os Unidos          |
| Estadísticas finales. |                 |     |                    |

### Semifinal
| 6 de junio de 1943    | Vitória Setúbal | 7-0 | FC Porto    |
| 6 de junio de 1943    | SL Benfica      | 3-2 | Sporting CP |
| Estadísticas finales. |                 |     |             |

### Final
| 20 de junio de 1943 | Sport Lisboa e Benfica                                         | 5 - 1   | Vitória de Setúbal | Estadio das Salésias, Lisboa |                            |
|                     | Pipi 12' - Manuel da Costa 23' - Julinho 32, 88' - Armindo 75' | Reporte | Amador 58'         | Árbitro(s): Araújo Correia   | Árbitro(s): Araújo Correia |